# 异伞棱子芹
异伞棱子芹（学名：Pleurospermum heterosciadium）是伞形科棱子芹属的植物，是中国的特有植物。分布于中国大陆的四川等地，生长于海拔3,500米至4,500米的地区，一般生长在山坡草地，目前尚未由人工引种栽培。